# Аграте Бријанца
Аграте Бријанца (итал. Agrate Brianza) је насеље у Италији у округу Монца и Бријанца, региону Ломбардија.
Према процени из 2011. у насељу је живело 14493 становника. Насеље се налази на надморској висини од 164 м.

## Становништво
Према резултатима пописа становништва 2011. у општини је живело 14.770 становника.
| 1931. | 1936. | 1951. | 1961. | 1971. | 1981.  | 1991.  | 2001.  | 2011.  |
| ----- | ----- | ----- | ----- | ----- | ------ | ------ | ------ | ------ |
| 5.460 | 5.669 | 6.238 | 6.746 | 8.742 | 10.114 | 11.963 | 12.708 | 14.770 |

## Партнерски градови
- Чешка Требова